# Виљалба (Порторико)
Виљалба (шп. Villalba) је општина у америчкој острвској територији Порторико, острвској држави Кариба.

## Демографија
По попису из 2010. године број становника је 26.073, што је 1.84 (-6,6%) становника мање него 2000. године.
| Група             | 2000.          | 2010.          |
| Белци             | 114 (0,4%)     | 73 (0,3%)      |
| Афроамериканци    | 1.468 (5,3%)   | 2.212 (8,5%)   |
| Азијати           | 29 (0,1%)      | 11 (0,0%)      |
| Хиспаноамериканци | 27.787 (99,5%) | 25.983 (99,7%) |
| Укупно            | 27.913         | 26.073         |